# Castillo de la Real Fuerza
Castillo de la Real Fuerza (z hiszp. „zamek sił królewskich”) – bastion w Hawanie, stolicy Kuby), położony po zachodniej stronie wejścia do Zatoki Hawańskiej. Pierwotnie zbudowany w celu obrony przed atakami piratów, nie spełniał jednak swojej funkcji ponieważ znajdował się zbyt daleko w zatoce. Uważany za najstarszy kamienny fort w obu Amerykach. Położony na starym mieście, został wraz z nim umieszczony w 1982 roku na listę światowego dziedzictwa UNESCO w ramach wpisu „Zespół zabytkowy w Hawanie i jego system fortyfikacji”.

## Historia
Forteca została zbudowana w latach 1558–1577 w celu ochrony przed atakami piratów. Zdarzeniem, które zainicjowało budowę było złupienie miasta w 1555 przez Jacquesa de Sorresa. Jednakże już po wybudowaniu okazało się że ze względu na umiejscowienie, zbyt głęboko w zatoce, nie spełnia swojej roli. Z tego względu zamek stał się siedziba gubernatora lub dowódcy garnizonu ochraniającego miasto.